# Alzi
Alzi – miejscowość i gmina we Francji, w regionie Korsyka, w departamencie Haute-Corse.
Według danych na rok 1990 gminę zamieszkiwało 11 osób, a gęstość zaludnienia wynosiła 4 osoby/km².